# Rrok Zojzi
Rrok Zojzi (ur. 16 listopada 1910 w Szkodrze, zm. 1995 w Tiranie) – albański geograf, etnograf i etnolog.

## Życiorys
W latach 30. i 40. publikował artykuły dla czasopism, jak Hylli i Dritës, Drini i Vatra shqiptare. W 1942 roku przygotował dla Ministerstwa Kultury i Turystyki 34 wykłady z zakresu geografii i etnologii, były one transmitowane przez radia Tirana, Korcza i Kosova.
W 1947 roku rozpoczął pracę w jednym z albańskich instytutów naukowych, gdzie został mianowany kierownikiem sekcji etnografii i pełnił tę funkcję aż do przejścia na emeryturę. Rok później z jego inicjatywy powstało Narodowe Muzeum Etnologiczne. W latach 70. i 80. był jako naukowiec zapraszany do Włoch, Francji, Niemiec Zachodnich, Rumunii i Jugosławii, jednak władze albańskie nie zezwoliły mu na wyjazd; uzyskał jednak zgodę na wyjazd do Szwecji w celach naukowych dzięki interwencji Nexhmije Hoxhy, żony ówczesnego przywódcy Albanii. Przeszedł na emeryturę w 1976 roku.
Jako pierwszy opracował prawo kanoniczne Laberii, które jednak nigdy nie zostało opublikowane.
Znał języki niemiecki, francuski i włoski.

## Prace naukowe[1]
- Arti popullor në Shqipëri
- Gjurmë arkaike në veshjet tradicionale të popullit shqiptar
- Gjurmët e një kalendari primitiv në popullin tonë
- Mbi të drejtën kanunore të popullit shqiptar
- Studime mbi veshjet kombëtare
- Traditat e lundrimit në Shqipëri

Etnolog Mark Tirta wyróżnia nieopublikowane prace naukowe Rroka Zojziego; składają się na nie monografia poświęcona Shtjefënowi Kostantinowi Gjeçovowi oraz prace poruszające temat Czamerii, Laberii rzeki Shkumbin. Przypuszcza się, że część nieopublikowanych prac Zojziego znajduje się w jego domu; wśród nich wymienia się monografię dotyczącą Franza Nopcsę von Felső-Szilvása.

## Życie prywatne
Jego siostra Maria wraz z jej mężem zginęli w wyniku postrzału podczas powstania postrybskiego.